# Stripper

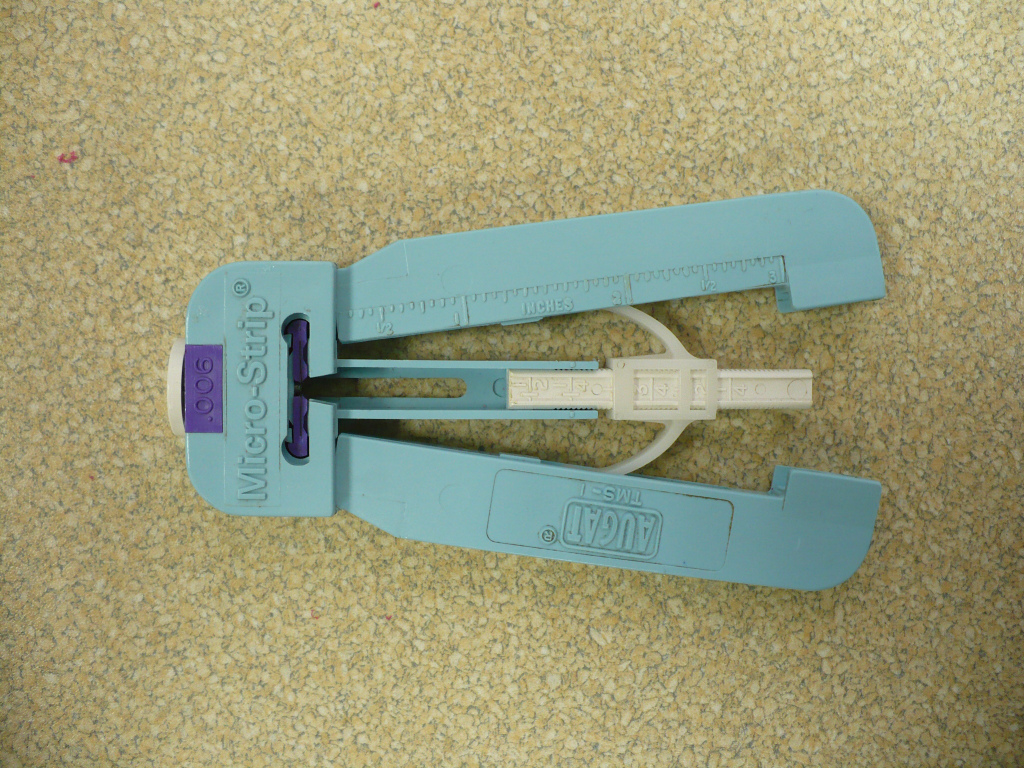
Stripper do światłowodów

Stripper – jeden z rodzajów urządzenia do zdejmowania izolacji z przewodów. Usunięcie izolacji jest konieczne do połączenia przewodu z urządzeniem końcowym. 
Różne rodzaje przewodów wymagają różnych typów stripperów, np. do zdejmowania warstwy ochronnej ze światłowodu. Stripper wykorzystuje się tu m.in. przy spawaniu światłowodów, ponieważ pozwala usunąć warstwę ochronną, która nie nadaje się do spawania, pozostawiając nienaruszone włókno złożone z rdzenia i płaszcza.